# Zlobiví hoši
Zlobiví hoši (v anglickém originále Bad Boys) je pátý díl čtvrté série britského sitcomu z prostředí informačních technologií Ajťáci. Poprvé byla epizoda odvysílána 23. července 2010. České premiéry se díl dočkal 23. prosince 2011.

## Synopse
Roy a Maurice Moss se rozhodnou, že trochu naruší zavedený režim a nepůjdou hned do práce. Ve firmě je po nich sháňka a Jen nedokáže vysvětlit, kde jsou oba IT technici. Moss má chuť provést něco asociálního a ukradne DVD. Cestou do práce se společně s Royem přimotají k policejní akci na odstranění nálože na ulici.

## Příběh
Na začátku epizody představuje sociální pracovnice několik mužů, kteří spáchali nějaký přestupek nebo trestnou činnost. Vybízí je, aby řekli svůj příběh. Mezi muži je i Moss, který začne mluvit jako první. Seběhlo se to takto:
Moss se vrací do kanceláře IT dost rozrušený. Naštval ho jeden zaměstnanec (Rog), který se k němu choval povýšeně v přítomnosti pěkné dívky Nikki. Roy se vsadí s Jen o 100 liber, že celý den neřekne svou typickou hlášku:
„Haló, IT. Zkusil jste to vypnout a znova zapnout?“
S Mossem jdou na oběd do parku. Moss si sebou bere laptop, sluchátka a ovladač, aby si i v parku na lavičce mohl zahrát svou oblíbenou počítačovou hru. Opět je terčem posměchu okoloprocházejících mladíků. Má chuť udělat něco špatného, aby se tak nevymykal. Cestou do firmy mu Roy navrhne, aby se nevraceli hned do práce a šli se jen tak někam projet nebo podívat. 
Mezitím se ve firmě představuje nový zaměstnanec Ben Genderson. Douglas Reynholm pro něj udělal uvítací oslavu. Za chvíli však oznámí, že jde o fór a oslava je na počest IT oddělení. Začne se shánět po Mossovi a Royovi, kteří nejsou k nalezení. V nejlepším Douglas vstane a oznámí další změnu. Celá tahle akce měla vést k tomu, aby nový šéf náboru a vyhazovu Ben Genderson blíže poznal zaměstnance a poznačil si jejich slabé stránky a neřesti ve vztahu k firmě. Jen nedokáže říct, kde jsou její podřízení.
Ti se mezitím motají po nákupním středisku. Moss se čím dál více osměluje a nakonec ukradne DVD Grand Designs. S Royem jedou eskalátorem dolů a mají pocit, že o nich ochranka ví. Zazmatkují a snaží se prchnout - neúspěšně. Člen ochranky ale neví, že Moss něco ukradl a pouze je napomene, aby se nevozili po eskalátoru.
Na ulici uvidí Maurice robota a chce si jej odnést domů. Roy se rozhlédne a spatří postávající dav za policejní závorou. Firma Reynholm Industries byla evakuována, na ulici leží podezřelá taška. Když si Moss uvědomí, že jde o policejního pyrotechnického robota k odstraňování výbušnin, uteče a nechá tam Roye samotného. Roy utéct nemůže, má nějaký blok. Policejnímu operátorovi se nedaří robota ovládat, software nereaguje. Roy na něj zavolá, zda to zkusil vypnout a znova zapnout, čímž prohrál sázku s Jen. Na Mosse upozorní prodavačka z obchodního střediska (přítomná v davu) a policista ho odvádí. Moss se vyškubne, udeří Roga, políbí Nikki v první řadě. Dostane 3 hodiny veřejných prací a zákaz sledování Grand Designs.

## Obsazení
Vedlejší role v epizodě „Zlobiví hoši“:
| Herec / herečka        | Hraje         | Role                                                  |
| ---------------------- | ------------- | ----------------------------------------------------- |
| Margaret Cabourn-Smith |               | sociální pracovnice v úvodu dílu                      |
| Chris Hayward          | Ben Genderson | nový šéf náboru a vyhazovu v Reynholm Industries      |
| Kevin Eldon            |               | muž z telefonické IT podpory s francouzským přízvukem |
| Liam Hourican          |               | člen ochranky v obchodním středisku                   |
| Marcus Garvey          |               | policejní operátor robota                             |

## Kulturní odkazy
- Douglas Reynholm řekne Jen, že nechal pozvat pro Roye a Mosse amerického režiséra a producenta George Lucase.